# Yang Xia
Yang Xia (8 de janeiro de 1977, em Baojing, província de Hunan) é uma ex-halterofilista chinesa.
Yang Xia ganhou ouro em halterofilismo nos Jogos Olímpicos de 2000, na categoria até 53 kg, com 225 kg no total combinado (100 no arranque e 125 no arremesso).
Quadro de resultados
| Ano  | Posição | Competição                   | Classe de peso | Marca               |
| 1998 | 1.      | Jogos Asiáticos em Bangkok   | –53 kg         | 212,5 kg (92,5+120) |
| 2000 | 2.      | Campeonato Asiático em Osaka | –58 kg         | 215 kg (95+120)     |
| 2000 | 1.      | Jogos Olímpicos              | –53 kg         | 225 kg (100+125)    |

Yang Xia definiu oito recordes mundiais após a reestruturação das classes de peso que a Federação Internacional de Halterofilismo fez em 1998 — um no arranque, quatro no arremesso e três no total combinado, na categoria até 53 kg. Os recordes foram:
| Data      | Disciplina | Marca    | Classe de peso | Lugar   |
| --------- | ---------- | -------- | -------------- | ------- |
| 8.12.1998 | Arremesso  | 118 kg   | –53 kg         | Bangkok |
| 8.12.1998 | Arremesso  | 120 kg   | –53 kg         | Bangkok |
| 8.12.1998 | Total      | 212,5 kg | –53 kg         | Bangkok |
| 18.9.2000 | Arranque   | 100 kg * | –53 kg         | Sydney  |
| 18.9.2000 | Arremesso  | 122,5 kg | –53 kg         | Sydney  |
| 18.9.2000 | Total      | 222,5 kg | –53 kg         | Sydney  |
| 18.9.2000 | Arremesso  | 125 kg   | –53 kg         | Sydney  |
| 18.9.2000 | Total      | 225 kg   | –53 kg         | Sydney  |

* Recorde olímpico corrente